# Németvölgyi temető
A Németvölgyi temető egy mára már megszűnt budapesti temetkezési létesítmény.

## Története
A Németvölgyi temetőt 1885. november 15-én nyitották meg a nagyrészt betelt Tabáni temető közelében. 1885 és 1894 között ez a temető volt a legnagyobb budai sírkert (22.524 négyszögöl). Státusza az 1894-ben megnyitott Farkasréti temető következtében változott meg. A Németvölgyi temetőt mindössze 27 éven át használták, 1912-re betelt. 1912. december 31-én zárták be. Működési ideje alatt az okiratok szerint 16 855 embert temettek el benne.
A temetőt bezárása után közvetlenül nem számolták fel, sőt, Budapest ostroma idején (1944–1945) rövid időre ismét használatba vették. Ezenkívül temetkeztek a már meglévő családi sírboltokba is. 1939-ben ide szállították a Tabáni temető és az ugyancsak felszámolt Vízivárosi temető jelentősebb síremlékeit is, és ezekből különálló sírkert-részt alakítottak ki. A síremlékek egy része a második világháborúban, más része időjárási körülmények miatt később megrongálódott, ezek egy csoportját 1959-ben kijavították.
A Németvölgyi temető mégsem maradhatott fenn bezárt dísztemetőként. Sorsát az 1984-ben kialakított Gesztenyés-kert nevezetű park kialakítási terve pecsételte meg.
„Budapest Főváros Tanácsa 1963. január 23-i ülésén úgy határozott, hogy a Vízivárosi és a Tabáni–krisztinavárosi temetőből – azok megszűnése után – a Németvölgyi temető erre a célra létesített emlékkertjében, bekerítve, csak az 1848–49-es szabadságharcosok sírja maradjon meg, a többi neves halottat a Mező Imre (korábban Fiumei, s ma ismét az; ismertebb nevén Kerepesi) úti temetőbe, a létesítendő Nemzeti Panteonba szállítsák, külön-külön sírokban helyezzék el őket, síremlékeiket pedig állítsák fel. Sajnos azonban nem az történt, amit a tanács elhatározott. Az 1848–49-es hősök ugyanis nem maradtak bekerítve a helyükön, és nem gondozták a sírjukat, hanem feliben-harmadában, szakszerűtlenül, szükségmegoldásokkal kikotortatták őket onnan, és földi maradványaikat áttelepítették a Kerepesi temetőbe.”
A többi síremléket ekkor (1963) kivétel nélkül felszámolták.
A temető helyén ma a Gesztenyéskerten kívül a MOM Kulturális Központ, a Kongresszusi Központ, a Novotel Budapest City, és a MOM Sport Uszoda és Sportközpont és a Larus Étterem és Rendezvényközpont osztozik.

## A sírkövek sorsa
A kerepesi temetőbe át nem szállított sírkövek sorsa nem teljesen ismert a temető felszámolása után. Kácsor László természetbúvár-író A folyók élni akarnak című, 1990-ben megjelent könyvében beszámolt arról, hogy az 1960-as években a magyar vízépítő mérnökök a temető sírköveivel erősítették meg a Gellért-rakpartot. (Az eset mindenesetre nem lenne egyedi, hiszen például Vácott is felszámolt régi temetők anyagával töltötték fel a korzó déli részét.) A könyvben szerepelt egy fekete-fehér fénykép is egy ilyen sírkőről, amelyet annak idején a szerző lefényképezett.
2013-ban egy, a témakörrel foglalkozó kutató, Szávoszt-Vass Dániel felkereste az akkor már 85 éves Kácsort kifaggatni a történetről. Az idős író állítása szerint hévízforrások kutatása közben, az úgynevezett az Ínség-szikla közelében találkozott egy darushajóval, amely éppen új kőszórást öntött a rakpart rézsűje tövébe. Kácsor úgy emlékezett, hogy a kövek számos gótbetűs német sírkő, márványkeresztek és obeliszkek töredékei voltak. Ekkor készítette az 1990-ben megjelent könyvében szereplő fényképet.
Az elbeszélt történetet megerősíteni látszik, hogy 2017-ben Vincze Miklós, a 24.hu munkatársa alacsony Duna-állás idején több régi, német nyelvű sírköveket fedezett fel a rakpart Petőfi híd közelében fekvő részén. Kósa Erzsébet ugyanebben az évben ugyancsak a Petőfi híd közelében talált rá egy 1957-es sírtáblára. 2018-ban ismét Tóth Balázs és az Index.hu adott hírt hasonló leletről.

## A szomszédos izraelita temető
Érdekesség, hogy a temető mellett álló – ugyancsak lezárt – Csörsz utcai izraelita temetőt nem számolták fel, de csak hitközségi engedéllyel látogatható.